# Nodulus van Bouchard
De noduli van Bouchard (knobbels van Bouchard) zijn verdikkingen aan de middenknokkels van de vingers, dus van de proximale interfalangeale (PIP-)gewrichtjes. Ze kunnen wijzen op 'slijtage' van deze gewrichtjes (artrose) waarbij extra botafzetting optreedt, maar worden ook vaak gezien bij reumatoïde artritis. In het laatste geval wordt de verdikking niet door extra botafzetting maar door verdikking van de weke delen veroorzaakt.
Verdikkingen van de volgende gewrichtjes, de distale interfalangeale (DIP-)gewrichten heten noduli van Heberden.
De noduli zijn vernoemd naar de Franse patholoog Charles Jacques Bouchard (1837-1915). 